# Средна бяла чапла
Средна бяла чапла (Ardea intermedia) е вид средно голяма птица от семейство Чаплови (Ardeidae).

## Разпространение
Видът е разпространен от Източна Африка през Индийския субконтинент до Югоизточна Азия и Австралия.